# Фагундес, Франко
Франко Мисаэль Фагундес Роса (исп. Franco Misael Fagúndez Rosa; род. 19 июля 2000, Монтевидео) — уругвайский футболист, нападающий клуба «Сантос Лагуна».

## Клубная карьера
Фагундес — воспитанник столичного клуба «Насьональ». 19 ноября 2021 года в матче против «Серрито» он дебютировал в уругвайской Примере. 13 марта 2022 года в поединке против «Монтевидео Сити Торке» Франко забил свой первый гол за «Насьональ». 28 июня в матче Южноамериканского кубка против аргентинского «Униона Санта-Фе» он забил гол. В том же году Франко стал чемпионом Уругвая.
В начале 2024 года Фагундес перешёл в мексиканский «Сантос Лагуна». 6 июля в матче против «Пуэблы» он дебютировал в мексиканской Примере. 2 сентября в поединке против «Некаксы» Франко забил свой первый гол за «Сантос Лагуна». 

## Достижения
Клубные
 «Насьональ» (Монтевидео)
- Победитель уругвайской Примеры — 2022